# Skär sydhake
Skär sydhake (Petroica rodinogaster) är en fågel i familjen sydhakar inom ordningen tättingar.

## Utseende och läte
Skär sydhake är en liten och knubbig flugsnapparliknande fågel. Hanen har en mycket vacker fjäderdräkt, med mörkgrått på ovansidan och strupen och undertill bjärt rosa. Stjärt är helmörk till skillnad från rosensydhaken. Honan är mer färglös med brun ovansida och ljusare undersida, ibland dock med skäraktig anstrykning.

## Utbredning och systematik
Skär sydhake delas in i två underarter:
- P. r. rodinogaster – förekommer på Tasmanien och öar i Bass Strait
- P. r. inexpectata – förekommer i sydöstra Australien (från sydöstra New South Wales till södra Victoria); flyttar norrut och västerut

## Levnadssätt
Skär sydhake häckar i mycket fuktiga raviner i regnskog. Den kan ibland dock ses i öppnare miljöer vintertid.

## Status och hot
Arten har ett stort utbredningsområde, men tros minska i antal, dock inte tillräckligt kraftigt för att den ska betraktas som hotad. Internationella naturvårdsunionen IUCN listar arten som livskraftig (LC).